# Hektór

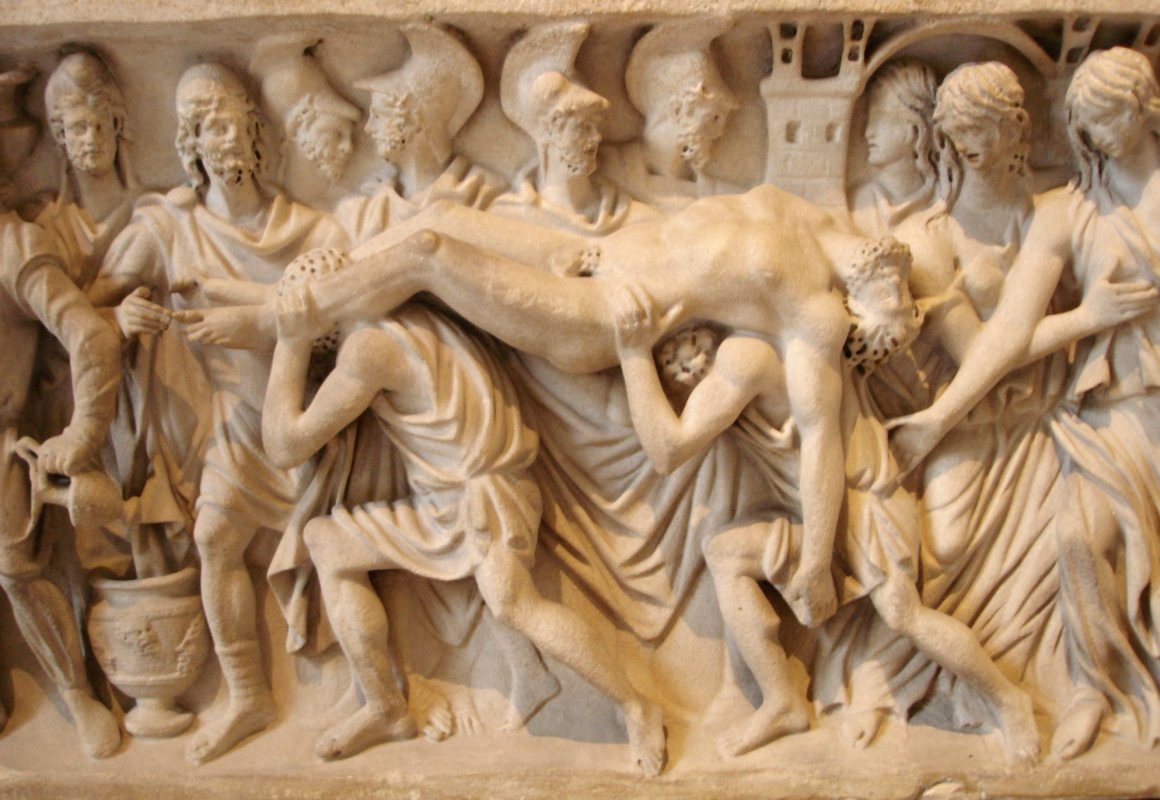
Hektorovo mrtvé tělo je neseno zpět do obléhané Tróje – scéna z římském sarkofágu z let 180–200

Hektór (řecky Ἕκτωρ, latinsky Hector) je v řecké mytologii nejstarší syn trojského krále Priama a jeho manželky Hekabé. Byl vrchním velitelem trojských vojsk ve válce proti Achájcům.
Byl miláčkem Trójanů, nazývali ho štítem svého města. Byl nejstatečnější a nejsilnější bojovník, vynikal mohutnou postavou, krásou i duchem. Předčil všemi svými vlastnostmi svého protivníka, velitele Achájců, mykénského krále Agamemnóna. Ani druhý z Řeků, hrdina Achilleus, se mu nemohl rovnat, jedině silou.
Devět let obléhali Achájci bohaté a kvetoucí město Tróju. Připluli na 1186 lodích s armádou v síle sto tisíc mužů. Vyhlásili válku jako pomstu za únos krásné Heleny, manželky spartského krále Meneláa.
Unesl ji syn krále Priama Paris poté, co rozsoudil tři nejkrásnější bohyně Héru, Athénu a Afrodíté. První mu slibovala moc nad Asií, druhá slávu na poli válečném a Afrodíté mu slíbila lásku nejkrásnější z žen.
Vojenské síly Tróje byly sotva poloviční, mezi nimi však těch, kteří neválčili jenom pro žold nebo pro kořist, ale odhodlaně bránili své rodné město, těch bylo jenom asi deset tisíc. Přesto však celá léta vzdorovali, nevyhýbali se útokům, působili Řekům velké ztráty na životech. Ve všech srážkách a šarvátkách Hektór vynikal statečností.
Po tak dlouhé době obléhání města byly obě armády unavené dlouhotrvajícími boji, které nevedly k vítězství žádné ze stran. Achájci se toužili vrátit do vlasti, vzdát se smírně. Unaveni byli i obránci, ale Hektór využil sporu mezi vrchním velitelem Řeků, mykénským králem Agamemnónem a hrdinou Achilleem, který odmítl bojovat. Hektór
přinutil Achajce k ústupu, vrhl se v čele svých mužů na jejich opevnění a probojoval se až k achajským lodím, které chtěl spálit. Nečekaně na něj zaútočil Achilleův přítel Patroklos, oděný v jeho zbroji, čímž oklamal Trójany. Hektór sešikoval své muže, postavil se Patroklovi a v lítém boji ho zabil.
Achilleus zuřivě vytáhl do boje, rozehnal trojské vojsko a chtěl se vrhnout hlavní branou do města. Nikdo si netroufal se proti němu postavit. Hektór statečně vyšel před bránu a vyzval Achillea k boji na život a na smrt. Navrhl, aby vítěz slíbil vydat mrtvé tělo poraženého k řádnému pohřbu. Achilles přijal jenom výzvu k boji a vrhl se na soupeře. Ten se dal na útěk, třikrát oba oběhli hradby, po čtvrté rozhodl nejvyšší bůh Zeus na zlatých vahách osudu, že Hektór zemře. Bohyně Athéna, i když v této válce pomáhala Achajcům, dodávala Hektorovi odvahy k souboji, ale svou marnou snahu brzy vzdala. Hektór poznal, že jej bohové opustili, přesto bojoval statečně až do samého konce. Zemřel hrdinskou smrtí v boji.
Achilleus přivázal jeho mrtvolu ke svému válečnému vozu, vláčel ji kolem hradeb Tróje a potom v achajském táboře nechal na pospas psům a supům. Do toho se však vložili opět bohové a když starý král, Hektórův otec Priamos, přišel k Achilleovi s prosbami a dary, Achilleus se nechal obměkčit a mrtvolu nejstaršího syna králi vydal.
Netrvalo dlouho a válečnou lstí se Řekové dostali za hradby města a během jedné noci je vypálili a proměnili v hromadu rozvalin. Předtím však ještě položilo život mnoho mužů z obou válčících stran včetně Parida a Achillea. A nejen to – obyvatelé Tróje byli většinou pobiti, ženy odvlečeny do otroctví. Tak se Hektorova manželka Andromaché stala kořistí Achilleova syna Neoptolema, který ji zneuctil a odvedl jako otrokyni do Fthíe. Jejího malého syna Astyanakta jí vytrhl jakýsi surový voják z náruče a shodil ho z hradeb.